# Géo-Charles Véran
Pour les articles homonymes, voir Véran.
Géo-Charles Véran est un journaliste et romancier français, auteur du roman Jeux pour mourir, lauréat du grand prix de littérature policière en 1950. Le roman sera adapté en bande dessinée par Jacques Tardi en 1992.

## Biographie
Géo-Charles Véran a laissé peu de traces. On sait qu'il a été journaliste de faits divers au Petit Parisien, notamment durant la Seconde Guerre mondiale, et qu'il a consacré sa retraite à la défense des droits des enfants.
Il publie en 1949 son seul roman, Jeux pour mourir, chez l'éditeur Le Portulan, qui recevra le Grand prix de littérature policière en 1950. Il y décrit une bande de gamins livrés à eux-mêmes dans les décombres de la Reconstruction, tissant un tableau noir et désespéré de leur avenir - entre la mort et le bagne.
Géo-Charles Véran et son roman sombrent dans l'oubli. Jeux pour mourir est cependant redécouvert par L'Atalante qui le republie en 1989. Quelques années plus tard, sur les conseils d'un ami libraire, Jacques Tardi lit le roman et décide de l'adapter en bande dessinée.
L'album Jeux pour mourir paraît chez Casterman en 1992. Salué pour ses qualités, l'adaptation vaut cependant à Tardi de nombreux reproches lorsqu'il est découvert que Géo-Charles Véran avait collaboré avec les nazis durant la Seconde Guerre mondiale. Dans son livre d'entretiens avec Numa Sadoul, Tardi explique n'avoir presque rien su de Géo-Charles Véran, avec qui il a très peu communiqué et sur qui personne ne savait pratiquement rien, et concevoir une certaine amertume de la manière dont il a été traité après ce livre, tous les critiques ayant fait comme si la collusion de Véran avec Vichy était une évidence. Après les adaptations de Léo Malet et les illustrations de Louis-Ferdinand Céline, certains y voient une nouvelle preuve des collusions de Tardi avec l'extrême droite. C'est par exemple le cas de Chantal Montellier, qui l'attaque encore sur ce thème.
Il a reçu la Francisque.

## Œuvre

### Roman
- Jeux pour mourir, Le Portulan, 1949 ; réédition, Marabout no 151, 1958 ; réédition, L'Atalante, 1989.

## Adaptation en bande dessinée
- Jeux pour mourir, adapté par Jacques Tardi, Casterman, 1992.

## Prix
- Grand prix de littérature policière 1950 pour Jeux pour mourir[5]